# 95. Internationale Sechstagefahrt
Die 95. Internationale Sechstagefahrt war die Mannschaftsweltmeisterschaft im Endurosport und fand vom 30. August bis 4. September 2021 im italienischen Rivanazzano Terme sowie der näheren Umgebung statt. Die Nationalmannschaften Italiens konnten zum fünfzehnten Mal die World Trophy sowie zum vierzehnten Mal die Junior World Trophy gewinnen. Die Women’s World Trophy gewann zum insgesamt dritten sowie zweiten Mal in Folge die Nationalmannschaft der USA.
Ursprünglich sollte die Veranstaltung zwischen dem 31. August und 5. September 2020 ausgetragen werden, wurde jedoch aufgrund der massiven Auswirkungen der COVID-19-Pandemie in Italien am 28. März 2020 abgesagt und vom Motorradweltverband FIM in Abstimmung mit der Federazione Motociclistica Italiana (FMI) auf das folgende Jahr verschoben.

## Wettkampf

### Organisation
Letztmals fand die Veranstaltung mit der 88. Internationalen Sechstagefahrt (2013) auf Sardinien in Italien statt.
Am Wettkampf nahmen 20 Teams für die World Trophy, 14 für die Junior Trophy, acht für die Women’s Trophy und 163 Clubteams aus insgesamt 27 Nationen teil.
Deutschland nahm an der World Trophy, Junior Trophy, Women’s Trophy sowie mit zwölf Clubmannschaften teil. Die Schweiz nahm an der World Trophy, Junior Trophy sowie mit sieben Clubmannschaften teil. Österreich nahm an der World Trophy sowie mit vier Clubmannschaften teil.
Fahrerlager und Parc fermé befanden sich auf dem Flugplatz Voghera.
Die bei den vier vergangenen Veranstaltungen parallel ausgetragene Vintage Trophy fand nunmehr an anderem Ort und einem anderen Zeitpunkt statt.

### 1. Tag
Die Tagesetappe führte über insgesamt 195 Kilometer in den Süden und Südosten. Darin enthalten waren zwei Moto-Cross- und ein Enduro-Test als Sonderprüfungen.
Nach dem ersten Fahrtag führte in der World-Trophy-Wertung das Team aus Italien vor Spanien und den USA. Das deutsche Team lag auf dem 12., das österreichische auf dem 14. Platz. Das Schweizer Team belegte den 20. und damit vorerst letzten Platz.
In der Junior-Trophy-Wertung führte das italienische Team vor Frankreich und den USA. Das deutsche Team lag auf dem 13. Platz, die Schweiz auf dem 14. und damit ebenfalls vorerst letzten Platz.
In der Women’s Trophy führte das Team der USA vor den Mannschaften aus Spanien und Großbritannien. Das deutsche Team lag auf dem 7. Platz.
Die Clubwertung führte TEAM ITALY A vor TEAM ITALY B und GTBN aus den USA an. Beste deutsche Clubmannschaft war das Team DMSB 3 - ADAC SACHSEN auf dem 28. Platz. Bei Österreich das OLDSCHOOL RACE TEAM auf dem 45. und bei der Schweiz das TEAM ORTAJOIE auf dem 55. Platz.

### 2. Tag
Die Strecke war die gleiche wie am ersten Fahrtag. Es waren ein Moto-Cross sowie zwei Enduro-Tests zu absolvieren.
Die World-Trophy-Wertung führte wie am Vortag das Team des Gastgebers Italien vor Spanien und den USA an. Das deutsche Team verbesserte sich auf den 10., das Schweizer Team auf den 19. Platz. Die Mannschaft Österreichs belegte wie am Vortag den 14. Platz.
In der Junior-Trophy-Wertung führte das italienische Team vor den USA und Frankreich. Das deutsche sowie das Schweizer Team lagen unverändert auf dem 13. bzw. 14. Platz.
In der Women’s Trophy führte unverändert das Team der USA vor den Mannschaften aus Spanien und Großbritannien. Das deutsche Team lag nach wie vor auf dem 7. Platz.
In der Clubwertung führte das schwedische TEAM OSTRA ENDURO 1 vor dem italienischen MC SEBINO und GTBN aus den USA. Beste deutsche Clubmannschaft war das Team DMSB 3 - ADAC SACHSEN auf dem 27. Platz. Bei Österreich das OLDSCHOOL RACE TEAM auf dem 38. und bei der Schweiz das TEAM SWISS QUBE auf dem 60. Platz.

### 3. Tag
Die zu fahrende Strecke war quasi die gleiche wie bereits an den ersten beiden Tagen. Dabei waren drei Moto-Cross- und ein Enduro-Test zu fahren.
In der World-Trophy-Wertung führte nach wie vor das Team aus Italien vor Spanien und den USA. Das deutsche Team verbesserte sich auf den 9. Platz. Die Mannschaften Österreichs und der Schweiz belegten unverändert die Plätze 14 bzw. 19.
Die Junior-Trophy-Wertung führte ebenfalls unverändert das italienische Team vor den USA und Frankreich an. Das deutsche Team verbesserte sich auf den 10., die Schweiz auf den 13. Platz.
In der Women’s Trophy führte weiter das US-amerikanische Team vor den Mannschaften aus Großbritannien und Spanien. Das deutsche Team belegte nach wie vor den 7. Platz. In der deutschen Mannschaft schied Stefanie Sonnenberg durch Zeitüberschreitung infolge eines technischen Defektes ihres Motorrads aus. Ein Restart am Folgetag war nach Reglement möglich.
Die Clubwertung führte unverändert das schwedische TEAM OSTRA ENDURO 1 vor dem italienischen MC SEBINO und GTBN aus den USA an. Beste deutsche Clubmannschaft war das Team DMSB 3 - ADAC SACHSEN auf dem 23. Platz. Bei Österreich das OLDSCHOOL RACE TEAM auf dem 33. und bei der Schweiz das TEAM SWISS QUBE auf dem 61. Platz.
Die Tagesetappe wurde von einem tragischen Todesfall überschattet. Der holländische Club-Fahrer Arnold Staal verstarb ohne Fremdeinwirkung auf der Strecke. Zuerst als vermisst gemeldet, konnte er später nur noch tot aufgefunden werden.

### 4. Tag
Die Strecke des vierten Tages war 198 Kilometer lang und führte in den Süden. An Sonderprüfungen waren je zwei Moto-Cross- und Enduro-Test enthalten.
Am Ende des vierten Fahrtags führte in der World-Trophy-Wertung weiter unverändert das Team aus Italien vor Spanien und den USA. Das deutsche Team belegte weiter den 9. Platz. Österreich und die Schweiz belegten unverändert die Plätze 14 bzw. 19.
In der Junior-Trophy-Wertung führte das italienische Team vor Frankreich und Schweden. Das deutsche Team verbesserte sich auf den 9. Platz. In der Mannschaft der Schweiz schied Loris Gailland aus, in der Wertung stand Platz 13 zu Buche.
In der Women’s Trophy führte das Team der USA vor den Mannschaften aus Großbritannien und Spanien. Die deutsche Fahrerin Stefanie Sonnenberg nahm die Möglichkeit des einmaligen Restarts war, das Team lag auf dem 7. Platz.
Die Clubwertung führte der italienische MC SEBINO vor TEAM OSTRA ENDURO 1 aus Schweden und GTBN aus den USA an. Bestplatzierte deutsche Clubmannschaft war das Team DMSB 3 - ADAC SACHSEN auf dem 23. Platz. Bei Österreich das OLDSCHOOL RACE TEAM auf dem 35. und bei der Schweiz das TEAM SWISS QUBE auf dem 58. Platz.

### 5. Tag
Die Strecke des fünften Fahrtags war einschließlich Sonderprüfungen identisch der des Vortags.
Die Zwischenstände nach dem fünften Fahrtag: In der World-Trophy-Wertung führte weiter das Team des Gastgebers Italien vor Spanien und den USA. Im deutschen Team schied Davide von Zitzewitz nach einer bei einem Sturz zugezogenen Verletzung aus. Da es in der Wertung ein Streichresultat gab, lag die Mannschaft weiter auf dem 9. Platz. Die österreichische Mannschaft verbesserte sich auf den 13. Platz. Das Schweizer Team profitierte von jeweils zwei Fahrerausfällen im französischen und slowenischen Team und verbesserte sich dadurch auf den 17. Platz.
In der Junior Trophy führte weiter das italienische Team vor Frankreich und Schweden. Das deutsche Team verbesserte sich auf den 8. Platz, die Schweizer Mannschaft lag nach wie vor auf dem 13. Platz.
In der Women’s Trophy führte unverändert das Team der USA vor den Mannschaften aus Großbritannien und Spanien. Das deutsche Team lag unverändert auf dem 7. Platz.
Die Clubwertung führte wie am Vortag der italienische MC SEBINO vor TEAM OSTRA ENDURO 1 aus Schweden und GTBN aus den USA. Bestplatzierte deutsche Clubmannschaft war das Team DMSB 3 - ADAC SACHSEN auf dem 21. Platz. Bei Österreich das OLDSCHOOL RACE TEAM auf dem 32. und bei der Schweiz das TEAM SWISS QUBE auf dem 53. Platz.

### 6. Tag
Das Abschlussrennen war ein Moto-Cross-Test auf der permanenten Strecke in Cassano Spinola statt.

## Endergebnisse

### World Trophy
| Platz | Team               | Zeit        |
| ----- | ------------------ | ----------- |
| 1.    | Italien            | 12:55:23,02 |
| 2.    | Spanien            | 13:00:04,48 |
| 3.    | Vereinigte Staaten | 13:03:22,27 |
| 4.    | Schweden           | 13:08:01,23 |
| 5.    | Portugal           | 13:32:03,62 |
| 6.    | Tschechien         | 13:33:05,30 |
| 7.    | Kanada             | 13:38:06,96 |
| 8.    | Brasilien          | 13:45:42,85 |
| 9.    | Belgien            | 13:46:05,00 |
| 10.   | Deutschland        | 13:47:01,41 |
| 11.   | Polen              | 13:48:29,61 |
| 12.   | Finnland           | 13:48:53,84 |
| 13.   | Österreich         | 13:58:21,60 |
| 14.   | Niederlande        | 14:03:03,37 |
| 15.   | Mexiko             | 14:20:27,09 |
| 16.   | Estland            | 14:21:54,67 |
| 17.   | Schweiz            | 14:32:27,61 |
| 18.   | Venezuela          | 14:58:30,62 |
| 19.   | Frankreich         | 18:08:47,98 |
| 20.   | Slowenien          | 19:00:47,38 |

### Junior World Trophy
| Platz | Team               | Zeit        |
| ----- | ------------------ | ----------- |
| 1.    | Italien            | 13:09:35,91 |
| 2.    | Frankreich         | 13:18:07,12 |
| 3.    | Schweden           | 13:19:29,36 |
| 4.    | Chile              | 14:01:04,04 |
| 5.    | Tschechien         | 14:07:28,73 |
| 6.    | Norwegen           | 14:13:26,48 |
| 7.    | Niederlande        | 14:26:57,41 |
| 8.    | Deutschland        | 14:30:12,58 |
| 9.    | Belgien            | 14:33:29,44 |
| 10.   | Portugal           | 14:33:40,31 |
| 11.   | Vereinigte Staaten | 18:20:30,84 |
| 12.   | Spanien            | 20:29:23,46 |
| 13.   | Schweiz            | 21:55:46,30 |
| 14.   | Finnland           | 22:48:35,47 |

### Women’s World Trophy
| Platz | Team                   | Zeit        |
| ----- | ---------------------- | ----------- |
| 1.    | Vereinigte Staaten     | 9:31:16,84  |
| 2.    | Vereinigtes Königreich | 9:46:19,47  |
| 3.    | Spanien                | 9:47:12,29  |
| 4.    | Portugal               | 10:03:38,49 |
| 5.    | Schweden               | 10:26:47,23 |
| 6.    | Deutschland            | 11:00:43,74 |
| 7.    | Italien                | 11:15:36,73 |
| 8.    | Frankreich             | 12:55:22,09 |

### Club Team Award
| Platz                      | Team                                         | Zeit        |
| -------------------------- | -------------------------------------------- | ----------- |
| 1.                         | TEAM OSTRA ENDURO 1                          | 13:05:08,91 |
| 2.                         | MC SEBINO                                    | 13:06:15,20 |
| 3.                         | MC PAVIA SENIOR                              | 13:11:08,74 |
| 4.                         | GTBN                                         | 13:11:16,12 |
| 5.                         | MOJO MOTOSPORT                               | 13:24:59,80 |
| 6.                         | KBS TEAM-CZ                                  | 13:27:28,14 |
| 7.                         | TRAIL PROS, US SPRINT ENDURO                 | 13:30:43,95 |
| 8.                         | MC INTIMIANO NOSEDA A                        | 13:32:18,52 |
| 9.                         | TEAM WEST SWEDEN 1                           | 13:33:49,38 |
| 10.                        | ERIC CLEVELAND MEMORIAL                      | 13:35:00,55 |
| 000{\displaystyle \vdots } |                                              |             |
| 21.                        | DMSB 3 - ADAC Sachsen                        | 14:06:10,57 |
| 000{\displaystyle \vdots } |                                              |             |
| 32.                        | OLDSCHOOL RACE TEAM                          | 14:33:13,62 |
| 33.                        | DMSB 5 - ADAC Hessen-Thüringen / Sachsen     | 14:34:40,94 |
| 000{\displaystyle \vdots } |                                              |             |
| 44.                        | SIX DAYS TEAM KNOPPER                        | 14:52:19,68 |
| 000{\displaystyle \vdots } |                                              |             |
| 49.                        | DMSB 2 - ADAC Nordbayern                     | 14:56:08,63 |
| 000{\displaystyle \vdots } |                                              |             |
| 53.                        | TEAM SWISS QUBE                              | 15:06:26,70 |
| 000{\displaystyle \vdots } |                                              |             |
| 60.                        | DMSB 6 - ADMV / ADAC Hessen-Thüringen        | 15:13:59,46 |
| 000{\displaystyle \vdots } |                                              |             |
| 63.                        | DMSB 8 - ADAC Niedersachsen / Sachsen-Anhalt | 15:16:47,55 |
| 000{\displaystyle \vdots } |                                              |             |
| 73.                        | DMSB 7 - ADAC Nordbaden / Nordrhein          | 15:30:00,07 |
| 000{\displaystyle \vdots } |                                              |             |
| 76.                        | MCS RACING                                   | 15:37:50,27 |
| 000{\displaystyle \vdots } |                                              |             |
| 80.                        | DMSB 4 - ADAC Südbayern / Hessen-Thüringen   | 15:30:00,07 |
| 000{\displaystyle \vdots } |                                              |             |
| 86.                        | DMSB 1 - ADAC Württemberg                    | 16:06:18,57 |
| 000{\displaystyle \vdots } |                                              |             |
| 98.                        | ENDURO-AUSTRIA-RACING-TEAM                   | 16:53:02,73 |
| 000{\displaystyle \vdots } |                                              |             |
| 101.                       | TEAM ORTAJOIE                                | 17:08:01,76 |
| 000{\displaystyle \vdots } |                                              |             |
| 106.                       | LIETZ SPORT RACING TEAM                      | 17:29:45,38 |
| 000{\displaystyle \vdots } |                                              |             |
| 108.                       | DMSB 12 - ADAC Württemberg / Nordbayern      | 17:46:07,57 |
| 000{\displaystyle \vdots } |                                              |             |
| 118.                       | TEAM SENIOR SUISSE                           | 18:41:33,91 |
| 000{\displaystyle \vdots } |                                              |             |
| 121.                       | DMSB 11 - ADAC Nordrhein                     | 19:09:31,55 |
| 000{\displaystyle \vdots } |                                              |             |
| 125.                       | DMSB 10 - Team Dirtbiker Magazine            | 20:18:23,80 |
| 000{\displaystyle \vdots } |                                              |             |
| 145.                       | ABR RACING                                   | 28:05:26,03 |
| 000{\displaystyle \vdots } |                                              |             |
| 148.                       | TBA 3                                        | 28:14:06,08 |
| 149.                       | SQUADRA DI MATTI                             | 28:18:09,42 |
| 000{\displaystyle \vdots } |                                              |             |
| 157.                       | DMSB 9 - ADAC Hansa / Hessen-Thüringen       | 32:26:26,56 |

### Manufacturer’s Team Award
| Platz | Team                        | Zeit        |
| ----- | --------------------------- | ----------- |
| 1.    | RED BULL KTM FACTORY RACING | 12:54:46,57 |
| 2.    | TM BOANO FACTORY            | 13:00:19,98 |
| 3.    | GASGAS FACTORY RACING       | 13:03:38,09 |
| 4.    | TEAM BETA FACTORY           | 13:19:49,37 |
| 5.    | HONDA RED                   | 13:38:06,57 |
| 6.    | HONDA                       | 18:06:22,16 |
| 7.    | KTM 2                       | 18:09:30,54 |
| 8.    | HUSQVARNA                   | 18:26:06,94 |

### Einzelwertung
| Klasse | Starter | Klassensieger (Motorrad)  | Zeit       |
| ------ | ------- | ------------------------- | ---------- |
| E1 (a) | 47      | Andrea Verona (GasGas)    | 4:16:12,52 |
| E2 (b) | 41      | Josep Garcia (KTM)        | 4:14:16,07 |
| E3 (c) | 32      | Matteo Cavalo (TM)        | 4:19:10,57 |
| EW (d) | 24      | Brandy Richards (KTM)     | 4:36:27,62 |
| C1 (a) | 190     | Davide Soreca (Husqvarna) | 4:10:39,83 |
| C2 (b) | 181     | Enrico Rinaldi (GasGas)   | 4:13:18,95 |
| C3 (c) | 106     | Suff Sella (KTM)          | 4:20:47,70 |
| Gesamt | 621     |                           |            |

## Teilnehmer
| Staat                  | World Trophy Team                                                                                    | Junior World Trophy Team                                                      | Women’s World Trophy Team                                                      | Club-Teams |
| ---------------------- | --- | ----------------------------------------------------------------------------- | ------------------------------------------------------------------------------ | --- |
| Belgien                | Ludovic Bral (GasGas) Erik Willems (Husqvarna) Lillo Gauthier (KTM) Dietger Damiaens (KTM)           | Henson Lievens (GasGas) Dante Nijs (Beta) Mika Vanderheyden (Husqvarna)       |                                                                                | FMB CLUB 1 FMB CLUB 2 FMB CLUB 3 (2 Fahrer) (e) KNMV CT LONELY RIDERS (1 Fahrer) (f) |
| Brasilien              | Bruno Crivilin (Honda) Vinicius Calafati (Honda) Patrick Capila (Beta) Gustavo Pellin (Beta)         |                                                                               |                                                                                | CONFEDERACAO BRASILEIRA DE MOTOCICLISMO |
| Chile                  | | Eloy de Gavardo (Fantic) Augustin Cortez (Honda) Jeremias Schiele (Husqvarna) |                                                                                | CHILE 1 CHILE 2 CHILE 3 CHILE 4 (2 Fahrer) (i) |
| Deutschland            | Davide von Zitzewitz (KTM) Edward Hübner (KTM) Yanik Spachmüller (GasGas) Tim Apolle (Beta)          | Florian Görner (KTM) Oskar Wolff (Husqvarna) Felix Hail (KTM)                 | Tanja Schlosser (Beta) Samantha Buhmann (Beta) Stefanie Sonnenberg (Beta)      | DMSB 1 - ADAC Württemberg DMSB 2 - ADAC Nordbayern DMSB 3 - ADAC Sachsen DMSB 4 - ADAC Südbayern / Hessen-Thüringen DMSB 5 - ADAC Hessen-Thüringen / Sachsen DMSB 6 - ADMV / ADAC Hessen-Thüringen DMSB 7 - ADAC Nordbaden / Nordrhein DMSB 8 - ADAC Niedersachsen / Sachsen-Anhalt DMSB 9 - ADAC Hansa / Hessen-Thüringen DMSB 10 - Team Dirtbiker Magazine DMSB 11 - ADAC Nordrhein DMSB 12 - ADAC Württemberg / Nordbayern |
| Estland                | Toomas Triisa (Husqvarna) Priit Biene (Yamaha) Elary Talu (KTM) Jur Triisa (KTM)                     |                                                                               |                                                                                | REDMOTO ESTONIA |
| Finnland               | Pyry Juupaluoma (Husqvarna) Eetu Puhakainen (TM) Eemil Pohjola (Honda) Roni Salin (Husqvarna)        | Samuli Puhakainen (TM) Hermanni Haljala (TM) Peetu Juupaluoma (Husqvarna)     |                                                                                | DYNASET HYDRAULICS FINLAND HYKOKE HOT ONE RACING OLD SCHOOL CLUB |
| Frankreich             | Théophile Espinasse (Honda) Hugo Blanjoue (KTM) David Abgrall (Husqvarna) Antoine Basset (Beta)      | Luc Fargier (GasGas) Léo Le Quéré (Sherco) Antine Criq (Beta)                 | Marie Froment (Yamaha) Elodie Chaplot (Sherco) Justine Martel (KTM)            | TEAM CANTAL 1 TEAM CANTAL YAUTE (2 Fahrer) (j) TEAM LOZERE 1 TEAM LOZERE 2 BREIZH TEAM |
| Israel                 | |                                                                               |                                                                                | ISRAEL TEAM IMSF CLUB TEAM 2 - IMSF (2 Fahrer) (h) |
| Italien                | Andrea Verona (GasGas) Davide Guarneri (Fantic) Thomas Oldrati (Honda) Matteo Cavallo (TM)           | Lorenzo Macoritto (TM) Manolo Morettini (KTM) Matteo Pavoni (TM)              | Anna Sapino (Beta) Raissa Terranova (Beta) Elisa Givonetti (TM)                | BBM RACING TEAM BETA DIRT RALLY RACING FAST BETA RR 50 ENTROPHY TEAM BUSCO BROS LA MARCA TREVIGIANA - ALPINE MC ALASSIO MC ALFIERI DERTHONA MC ALTA VALLE RENO MC CARETER IMENIO TESTORI MC FAST TEAM M.C. GARDONE V.T. G.M. ENDURO MC GAERNE 1 MC GAERNE 2 MC INTIMIANO NOSEDA A MC INTIMIANO NOSEDA B MC INTIMIANO NOSEDA C MC LA MARCA TREVIGIANA - AFR MC MANZANO MC MAJOR MOTOR 1 MC MAJOR MOTOR 2 MC NAVE MC PAOLO BIANCHI MC PAVIA A MC PAVIA B MC PAVIA C MC PAVIA JUNIOR MC PAVIA SENIOR MC PINO MEDEOT MC REGNANO MC SANDALION MC SEBINO MC VAL DI SIEVE MC VALLE STAFFORA MC VOLTERRA MOTO.IT MPR TEAM NO FEARS TEAM ASD NSM RACING TEAM PONTERANICA RALLY POV SCUDERIA DOLOMITI SCUDERIA MILANI SCUDERIA PONTE NOSSA MAJOR SCUDERIA PONTE NOSSA SENIOR TEAM ALPHA TEAM BELUGA TEAM BETA TEAM BOLMAN/ALL ITALIAN RACE TEAM BWT ITALIA TEAM GAMMA TEAM GREEN PISTONS VALSAM TEAM ITALY A TEAM ITALY B TEAM PERINO TEAM SPECIA TEAM VALLI OLTREPO YELLOWPOWER SCUDERIA PRESOLA |
| Kanada                 | Philippe Chaine (KTM) Kade Tinkler-Walker (KTM) Tyler Medaglia (GasGas) Jared Stock (KTM)            |                                                                               |                                                                                | |
| Lettland               | |                                                                               |                                                                                | KILOBAITAS RACING TEAM |
| Mexiko                 | Homero Diaz (Husqvarna) Roberto Ramirez (KTM) Arturo Rodriguez (KTM) Gabriel Guardado (Husqvarna)    |                                                                               |                                                                                | COCA COLA ENDURO MEXICO ENDURO GUADALAJARA ENDURO GUADALAJARA 2 MONKEY BUSINESS MONTERREY ENDURO MEXICO 1 (2 Fahrer) (g) MEXICO 3 (2 Fahrer) (g) |
| Niederlande            | Tommie Jochems (KTM) Daan Brijsten (KTM) Thierry Pittens (Husqvarna) Max Schwarte (Sherco)           | Mike Bokslag (KTM) Jarno Zandbergen (KTM) Marc Zomer (KTM)                    |                                                                                | DUTCH NILS TEAM ENDURO CLUB DRENTHE ENDUROTEAM EEFDE HARD ENDURO TEAM FRYSLAND KNMV CT LONELY RIDERS (1 Fahrer) (f) MCCZ SELLING MOTORBIKES TEAM FRYSLAND NL WPM MOTORS XC HEERDE |
| Norwegen               | | Herman Ask (TM) Hakon Nohr (Yamaha) Kevin Burud (Yamaha)                      |                                                                                | |
| Österreich             | Mario Hirschmugl (KTM) Walter Feichtinger (KTM) Michael Feichtinger (KTM) Bernhard Schöpf (KTM)      |                                                                               |                                                                                | ENDURO-AUSTRIA-RACING-TEAM LIETZ SPORT RACING TEAM OLDSCHOOL RACE TEAM SIX DAYS TEAM KNOPPER |
| Polen                  | Kacper Baklarz (Husqvarna) Maciej Wieckowski (GasGas) Aleksander Bracik (Beta) Dominik Olszowy (KTM) |                                                                               |                                                                                | FMB CLUB 3 (1 Fahrer) (e) PANDA RACING PZM NOVI KORONA BETA TEAM |
| Portugal               | Rui Goncalves (Sherco) Diogo Ventura (Beta) Luis Oliveira (Yamaha) Goncalo Reis (GasGas)             | Goncalo Sobrosa (Beta) Rodrigo Luz (Yamaha) Renato Silva (Beta)               | Rita Vieira (Yamaha) Bruna Antunes (GasGas) Joana Goncalves (Husqvarna)        | IS3 - TEAM PORTUGAL |
| Slowenien              | Miha Spindler (KTM) Luka Kutnar (KTM) Vasja Kutin (Beta) Toni Mulec (Husqvarna)                      |                                                                               |                                                                                | AMZS VETERANS CLUB TEAM S |
| Slowakei               | |                                                                               |                                                                                | GOTTBROSS TEAM GOTTBROSS TEAM 2 K.V.H.BETA TEAM PB RACING TEAM |
| Spanien                | Josep Garcia (KTM) Jaume Betriu (KTM) Marc Sans (Husqvarna) Cristobal Guerrero (Beta)                | Bernat Cortes (GasGas) Enric Francisco (Sherco) Pau Tomas (Beta)              | Mireia Badia (GasGas) Julia Calvo (Beta) Sandra Gomez (GasGas)                 | A.C. BALDIRICHBENIFORNIA TEAM CASTILLA ENDURO KTM NAMURA BIKES KTM NAMURA BIKES II LOS PURETAS MOTO CLUB VINAROS/SITGES MOTOPARC FRANCOLI RIEJU TEAM SERVIDEL RACING TEAM |
| Südafrika              | |                                                                               |                                                                                | MOTORSPORT SOUTH AFRICA |
| Schweden               | Mikael Persson (KTM) Albin Elowson (Husqvarna) Anton Lundgren (Husqvarna) Rikard Hansson (GasGas)    | Max Ahlin (Husqvarna) Albin Norrbin (Fantic) Oskar Ljungstrom (Husqvarna)     | Hanna Berzelius (Husqvarna) Emma Wennbom (Husqvarna) Emelie Borg Nilsson (KTM) | TEAM OSTRA ENDURO 1 TEAM OSTRA ENDURO 2 TEAM WEST SWEDEN 1 TEAM WEST SWEDEN 2 |
| Schweiz                | Alexandre Vaudan (TBA) Kelien Michaud (KTM) Hansruedi Kilchenmann (KTM) Ueli Ackermann (GasGas)      | Jerome Müller (Husqvarna) Steve Erzer (Husqvarna) Loris Gailland (KTM)        |                                                                                | ABR RACING MCS RACING SQUADRA DI MATTI TBA 3 TEAM ORTAJOIE TEAM SENIOR SUISSE TEAM SWISS QUBE |
| Tschechien             | Kryštof Kouble (Sherco) Jaromir Romancik (Sherco) Jiri Hadek (Sherco) Adolf Zivny(Sherco)            | Matěj Škuta (Beta) Matyáš Chlum (Husqvarna) Robert Friedrich (GasGas)         |                                                                                | ENDURO KLUB SEMILY ENDURO KLUB SEMILY II KAPYBARA RACING TEAM KBS TEAM-CZ MOTOKLUB CHRASTAVA V ACR MOTOKROSOVA SKOLA CZ MORAVA ENDURO TEAM CZ MOTOSPORT BOZKOV 1 MOTOSPORT BOZKOV 2 SLAPPETO PLUM TEAM |
| Venezuela              | Manuel Vomero (Sherco) Carlos Badiali (Sherco) Rolando Vega (Sherco) Raimundo Trasolini (Sherco)     |                                                                               |                                                                                | VENEZUELA-FURIA PACMAN-VENEZUELA |
| Vereinigtes Königreich | |                                                                               | Jane Daniels (Fantic) Nieve Holmes (GasGas) Rosie Rowett (KTM)                 | BRAINTREE MCC MAESTEG MC C WEST OF ENGLAND TEAM |
| Vereinigte Staaten     | Jonathan Girroir (GasGas) Taylor Robert (KTM) Layne Michael (Yamaha) Ryan Sipes (GasGas)             | Cody Barnes (Honda) Dante Oliveira (KTM) Austin Walton (Husqvarna)            | Brandy Richards (KTM) Rachel Gutish (Husqvarna) Britney Gallegos (Husqvarna)   | ERIC CLEVELAND MEMORIAL GTBN MISSOURI MUDDER'S MOJO MOTOSPORT NGCP/D37/NHHA THE ELIZABETH SCOTT COMMUNITY TRAIL PROS, US SPRINT ENDURO |